# Moose (Wyoming)
Pour les articles homonymes, voir Moose.
Moose est une localité non incorporée située dans la vallée de Jackson Hole le long de la Snake River dans le parc national de Grand Teton au sein du comté de Teton au nord-ouest du Wyoming aux États-Unis.

## Démographie
Une partie de la population habite sur des terrains privés que leurs familles possédaient dans la zone avant la création du parc national. La localité est également habitée en partie par des employés du parc travaillant pour le National Park Service. Les habitants de la localité sont repris dans les statistiques démographiques de la zone (CDP) de Moose Wilson Road  (1 439 habitants en 2002). La zone s'étend au sud jusqu'à l'aéroport de Jackson Hole. Année après année, l'état essaie de racheter aux propriétaires privés leurs terres pour les intégrer totalement au parc national mais il reste toujours quelques terrains habités.

## Patrimoine
À l'entrée de la ville se trouve le Moose Entrance Kiosk, kiosque d'information construit dans les années 1930, déplacé de Beaver Creek à Moose dans les années 1960. Il est inscrit au Registre national des lieux historiques depuis le 23 avril 1990.
À proximité immédiate de la ville se trouvent les restes d'un système de transport par câble permettant de franchir la Snake, le Menor's Ferry. Il est inscrit au Registre national des lieux historiques depuis le 16 avril 1969.

## Culture
Moose apparaît dans le film de 1955 dénommé Horizons lointains